# 97. ročník udílení Oscarů
97. ročník udílení Oscarů se uskutečnil dne 2. března 2025 v Dolby Theatre v Los Angeles. Během ceremoniálu udělila Akademie filmového umění a věd (AMPAS) ocenění ve 23 kategoriích za filmy, které byly vydány v roce 2024. Ceremoniál byl ve Spojených státech poprvé vysílán společností ABC a poprvé byl vysílán na streamovací platformě Hulu. Předávání cen moderoval poprvé Conan O'Brien.
Nejvíce nominací (13) získal francouzský filmový muzikál Emilia Pérez režiséra Jacquese Audiarda, proměnil však jen dvě nominace. Nejvíce Oscarů (5), včetně ceny za nejlepší film, získal film Anora režiséra Seana Bakera.
V kategorii výprava byla spolunominována česká set dekoratérka Beatrice Brentnerová za práci na filmu Nosferatu, jehož natáčení probíhalo v České republice. Český film Vlny vyslaný jako kandidát na ocenění v kategorii nejlepší cizojazyčný film se dostal do užšího výběru, nominován však nebyl.

## Nominace
| Nejlepší film | Nejlepší režie |
| --- | --- |
| Anora – Alex Coco, Samantha Quan a Sean Baker - Brutalista – Nick Gordon, Brian Young, Andrew Morrison, D.J. Gugenheim a Brady Corbet - Bob Dylan: Úplně neznámý – Fred Berger, James Mangold a Alex Heineman - Konkláve – Tessa Ross, Juliette Howell a Michael A. Jackman - Duna: Část druhá – Mary Parent, Cale Boyter, Tanya Lapointe a Denis Villeneuve - Emilia Pérez – Pascal Caucheteux a Jacques Audiard - Navždy s vámi – Maria Carlota Bruno a Rodrigo Teixeira - Nickel Boys – Dede Gardner, Jeremy Kleiner a Joslyn Barnes - Substance – Coralie Fargeat, Tim Bevan a Eric Fellner - Čarodějka – Marc Platt | Sean Baker – Anora - Brady Corbet – Brutalista - James Mangold – Bob Dylan: Úplně neznámý - Jacques Audiard – Emilia Pérez - Coralie Fargeat – Substance |
| Nejlepší herec | Nejlepší herečka |
| Adrien Brody jako László Tóth – Brutalista - Timothée Chalamet jako Bob Dylan – Bob Dylan: Úplně neznámý - Colman Domingo jako John „Divine G“ Whitfield – Sing Sing - Ralph Fiennes jako kardinál Thomas Lawrence – Konkláve - Sebastian Stan jako Donald J. Trump – The Apprentice: Příběh Trumpa | Mikey Madison jako Anora „Ani“ Mikheeva – Anora - Cynthia Erivo jako Elphaba Thropp – Čarodějka - Karla Sofía Gascón jako Emilia Pérez / Juan „Manitas“ Del Monte – Emilia Pérez - Demi Moore jako Elisabeth Sparkle – Substance - Fernanda Torres jako Eunice Paiva – Navždy s vámi |
| Nejlepší herec ve vedlejší roli | Nejlepší herečka ve vedlejší roli |
| Kieran Culkin jako Benji Kaplan – Opravdová bolest - Yura Borisov jako Igor – Anora - Edward Norton jako Pete Seeger – Bob Dylan: Úplně neznámý - Guy Pearce jako Harrison Lee Van Buren Sr. – Brutalista - Jeremy Strong jako Roy Cohn – The Apprentice: Příběh Trumpa | Zoe Saldaña jako Rita Mora Castro – Emilia Pérez - Monica Barbaro jako Joan Baez – Bob Dylan: Úplně neznámý - Ariana Grande jako Galinda Upland – Čarodějka - Felicity Jones jako Erzsébet Tóth – Brutalista - Isabella Rosselliniová jako sestra Agnes – Konkláve |
| Nejlepší původní scénář | Nejlepší adaptovaný scénář |
| Anora – Sean Baker - Brutalista – Brady Corbet a Mona Fastvold - Opravdová bolest – Jesse Eisenberg - Mnichov 1972 – Moritz Binder a Tim Fehlbaum; Alex David - Substance – Coralie Fargeat | Konkláve – Peter Straughan; založeno na románu Konkláve od Roberta Harrise - Bob Dylan: Úplně neznámý – James Mangold a Jay Cocks; založeno na knize Dylan se dal na elektirku! od Elijah Wald - Emilia Pérez – Jacques Audiard; ve spolupráci s Thomasem Bidegainem, Léou Mysius a Nicolasem Livecchi; založeno na libretu Emilia Pérez od Jacques Audiarda - Nickel Boys – RaMell Ross a Joslyn Barnes; založeno na románu Chlapci z Nickelu od Colsona Whiteheada - Sing Sing – scénář Greg Kwedar a Clint Bentley; příběh Greg Kwedar, Clint Bentley, Clarence Maclin, and John „Divine G“ Whitfield; založeno na knize The Sing Sing Follies od Johna H. Richardsona |
| Nejlepší animovaný film | Nejlepší cizojazyčný film |
| Kočičí odysea – Gints Zilbalodis, Matīss Kaža, Ron Dyens a Gregory Zalcman - V hlavě 2 – Kelsey Mann a Mark Nielsen - Paměti z ulity – Adam Elliot a Liz Kearney - Wallace a Gromit: Pomstu poznáš po peří – Nick Park, Merlin Crossingham a Richard Beek - Rozzum v divočině – Chris Sanders a Jeff Hermann | Navždy s vámi (Brazílie) – režie Walter Salles - Emilia Pérez (Francie) – režie Jacques Audiard - Kočičí odysea (Lotyšsko) – režie Gints Zilbalodis - Dívka s jehlicí (Dánsko) – režie Magnus von Horn - Semínko posvátného fíkovníku (Německo) – režie Mohammad Rasúlof |
| Nejlepší dokument – film | Nejlepší dokument – krátkometrážní film |
| Žádná jiná země – Basel Adra, Rachel Szor, Hamdan Ballal a Yuval Abraham - Black Box Diaries – Shiori Itō, Eric Nyari a Hanna Aqvilin - Porcelánová válka – Brendan Bellomo, Slava Leontyev, Aniela Sidorska a Paula DuPré Pesmen - Soundtrack státního převratu – Johan Grimonprez, Daan Milius a Rémi Grellety - Rezervace Sugarcane – Julian Brave NoiseCat, Emily Kassie a Kellen Quinn | The Only Girl in the Orchestra – Molly O'Brien a Lisa Remington - Death by Numbers – Kim A. Snyder a Janique L. Robillard - I Am Ready, Warden – Smriti Mundhra a Maya Gnyp - Incident – Bill Morrison a Jamie Kalven - Instruments of a Beating Heart – Ema Ryan Yamazaki a Eric Nyari |
| Nejlepší krátkometrážní film | Nejlepší animovaný krátkometrážní film |
| I'm Not a Robot – Victoria Warmerdam a Trent - A Lien – Sam Cutler-Kreutz a David Cutler-Kreutz - Anuja – Adam J. Graves a Suchitra Mattai - The Last Ranger – Cindy Lee a Darwin Shaw - Člověk, který nemohl mlčet – Nebojša Slijepčević a Danijel Pek | In the Shadow of the Cypress – Shirin Sohani a Hossein Molayemi - Beautiful Men – Nicolas Keppens a Brecht Van Elslande - Kouzelná cukrlata – Daisuke Nishio a Takashi Washio - Kouzelné putování – Nina Gantz a Stienette Bosklopper - Fůj! – Loïc Espuche a Juliette Marquet |
| Nejlepší skladatel | Nejlepší filmová píseň |
| Brutalista – Daniel Blumberg - Konkláve – Volker Bertelmann - Emilia Pérez – Clément Ducol a Camille - Čarodějka – John Powell a Stephen Schwartz - Rozzum v divočině – Kris Bowers | „El Mal“ z filmu Emilia Pérez – Clément Ducol, Camille a Jacques Audiard - „The Journey“ z filmu Poštovní prapor – Diane Warren - „Like a Bird“ z filmu Sing Sing – Abraham Alexander a Adrian Quesada - „Mi Camino“ z filmu Emilia Pérez – Camille a Clément Ducol - „Never Too Late“ z filmu Elton John: Never Too Late – Elton John, Brandi Carlile, Andrew Watt a Bernie Taupin |
| Nejlepší zvuk | Nejlepší výprava |
| Duna: Část druhá – Gareth John, Richard King, Ron Bartlett a Doug Hemphill - Bob Dylan: Úplně neznámý – Tod A. Maitland, Donald Sylvester, Ted Caplan, Paul Massey a David Giammarco - Emilia Pérez – Erwan Kerzanet, Aymeric Devoldère, Maxence Dussère, Cyril Holtz a Niels Barletta - Čarodějka – Simon Hayes, Nancy Nugent Title, Jack Dolman, Andy Nelson a John Marquis - Rozzum v divočině – Randy Thom, Brian Chumney, Gary A. Rizzo a Leff Lefferts | Čarodějka – Nathan Crowley a Lee Sandales - Brutalista – Judy Becker a Patricia Cuccia - Konkláve – Suzie Davies a Cynthia Sleiter - Duna: Část druhá – Patrice Vermette a Shane Vieau - Nosferatu – Craig Lathrop a Beatrice Brentnerová |
| Nejlepší kamera | Nejlepší masky |
| Brutalista – Lol Crawley - Duna: Část druhá – Greig Fraser - Emilia Pérez – Paul Guilhaume - Maria – Ed Lachman - Nosferatu – Jarin Blaschke | Substance – Pierre-Oliver Persin, Stéphanie Guillon a Marilyne Scarselli - Jiný člověk – Mike Marino, David Presto a Crystal Jurado - Emilia Pérez – Julia Floch Carbonel, Emmanuel Janvier a Jean-Christophe Spadaccini - Nosferatu – David White, Traci Loader a Suzanne Stokes-Munton - Čarodějka – Frances Hannon, Laura Blount a Sarah Nuth |
| Nejlepší kostýmy | Nejlepší střih |
| Čarodějka – Paul Tazewell - Bob Dylan: Úplně neznámý – Arianne Phillips - Konkláve – Lisy Christl - Gladiátor II – Janty Yates a Dave Crossman - Nosferatu – Linda Muir | Anora – Sean Baker - Brutalista – Dávid Jancsó - Konkláve – Nick Emerson - Emilia Pérez – Juliette Welfling - Čarodějka – Myron Kerstein |
| Nejlepší vizuální efekty | |
| Duna: Část druhá – Paul Lambert, Stephen James, Rhys Salcombe a Gerd Nefzer - Vetřelec: Romulus – Eric Barba, Nelson Sepulveda-Fauser, Daniel Macarin a Shane Mahan - Better Man – Luke Millar, David Clayton, Keith Herft a Peter Stubbs - Království Planeta opic – Erik Winquist, Stephen Unterfranz, Paul Story a Rodney Burke - Čarodějka – Pablo Helman, Jonathan Fawkner, David Shirk a Paul Corbould | |